# Almiro Bergamo
Almiro Bergamo (Treporti, 20 settembre 1912 – Treporti, 4 luglio 1994) è stato un canottiere italiano, medaglia d'argento, nel due con, ai Giochi olimpici di Berlino 1936.

## Biografia
Atleta della Reale Società Canottieri Bucintoro e della Reale Società Canottieri Querini fu capovoga dell'equipaggio del due con, con cui vinse la medaglia olimpica d'argento, composto anche da Guido Santin (prodiere) e Luciano Negrini (timoniere).
Inoltre vinse per due volte il titolo europeo nel 1935 a Berlino e nel 1938 ad Milano, e secondo ad Amsterdam nel 1937 
Più volte poppiere nella "Disdottona" gondola della società Canottieri Querini composta da 18 vogatori in piedi., partecipando a diverse vogalonghe.
Nel 1985 è stato nominato Cavaliere della Repubblica per meriti sportivi dal Presidente della Repubblica Sandro Pertini
Bergamo è venuto a mancare, all'età di 82 anni, il 4 luglio 1994.

## Palmarès
| Anno | Manifestazione     | Sede      | Evento  | Risultato | Note  |
| ---- | ------------------ | --------- | ------- | --------- | ----- |
| 1935 | Campionati europei | Berlino   | Due con | Oro       | [ 3 ] |
| 1936 | Giochi olimpici    | Berlino   | Due con | Argento   | [ 3 ] |
| 1937 | Campionati europei | Amsterdam | Due con | Argento   | [ 4 ] |
| 1938 | Campionati europei | Milano    | Due con | Oro       | [ 4 ] |